# ایلی‌سو (گوینوجک)
ایلی‌سو (به ترکی استانبولی: Ilısu) یک منطقهٔ مسکونی در ترکیه است که در گوینوجک واقع شده‌است.